# Anzi (Marocco)
Anzi  (in arabo انزي‎?) è un centro abitato e comune rurale del Marocco situato nella provincia di Tiznit, regione di Souss-Massa. Conta una popolazione di 7 658 abitanti (censimento 2014).